# Johannes Andreas Jolles
Johannes Andreas Jolles (André Jolles) (ur. 7 sierpnia 1874 w Den Helder, zm. 22 lutego 1946 w Lipsku) – niemiecki krytyk literacki i badacz literatury, autor pracy Einfache Formen (Proste formy).
W pracy Einfache Formen podjął próbę scharakteryzowania prostych form w literaturze. Prostą formą nazwał baśń ludową, sagę, legendę, mit, zagadkę i przypowieść, zaliczając je do form samopowstających, tzn. wyłaniających się bezpośrednio z języka i kształtujących się w nim bez świadomego udziału autora. Próbując odpowiedzieć na pytanie czym są proste formy, autor podkreślał, że impulsem powstania owej koncepcji była próba penetracji sfery pogranicznej między literaturą a językiem. Jolles uważa, że powinniśmy szczególną uwagę skupić na drodze ewolucji od języka do literatury, czyli ustalić kiedy, gdzie i jak język, który nie przestaje być znakiem jednocześnie staje się utworem. W taki oto sposób proste formy rysowałyby się w naszej świadomości jako formy bezpośrednio wyłaniające się z języka, i dokonujące się w nim bez udziału twórcy. Przez mówienie coś się realizuje, najpierw może być opowiadane, a następnie zapisane. Idąc dalej tym tropem, powstania literatury należy się dopatrywać w miejscu gdzie mowa tworzy. Łatwo wtedy zauważyć, jak przez język, albo literaturę zostaje ujęte, przejęte i odnowione coś- co dane było w naturze. I jeśl mowa uczestniczy w kształtowaniu takiej formy, gdzie wytwarzając i przetwarzając od siebie nadaje jej na nowo postać- możemy mówić o formach literackich. Natomiast rozpoznanie wówczas prostych form możliwe jest tylko przez dotarcie do tego, co jest stałym, wspólnym powtarzającym się elementem.